# Protagonistes de l'autonomie valdôtaine
Pour un article plus général, voir Nationalisme valdôtain.
 (octobre 2024).
Protagonistes de l'autonomie valdôtaine détaille plusieurs protagonistes provenant de différents milieux qui ont amené à l’autonomie en Vallée d'Aoste. Ces protagonistes ont en effet inspiré et développé les idées autonomistes dont la petite région alpine a été l'une des pionnières en Italie.

## Aimé Berthet (1913-1971)
Originaire de Cogne mais né le 13 juillet 1913 à Aoste il fut parmi les fondateurs de l'Union valdôtaine. Il milite dans la Démocratie chrétienne et représente dans ce parti le courant le plus sensible aux valeurs valdôtaines. Assesseur régional à l'instruction publique de 1949 à 1954 il se signala par son action en faveur de la langue française. Directeur administratif de l'Hôpital mauricien d'Aoste il est Sénateur de la République du 19 mai 1968 à 1972, il est auteur de remarquables études d'histoire locale et meurt le 19 mai 1971.

## Lino Binel (1904-1981)
Lino Binel naquit à Viéring, hameau du village de Champdepraz, le 15 décembre 1904. Sa mère Maria Graziella Vallino était de Verrès où son propre père originaire du Canavèse s'était installé et tenait un café. Son père Pierre Binel, est vice directeur d'une petite exploitation minière de Champdepraz. Lino Binel fait ses études à Milan, où il étudiait à l'École polytechnique, il entra en contact avec des milieux antifascistes et fit partie d'une cellule communiste. Il adhéra en 1927 à la Jeune Vallée d'Aoste, une société antifasciste valdôtaine. Résistant de la première heure, il fut arrêté par les fascistes en 1944, en même temps qu'Émile Chanoux. Il fut par la suite déporté en Allemagne. Membre du premier Conseil de la Vallée d'Aoste jusqu'à 1949, il se tint, depuis, éloigné de la vie politique active (à part une petite parenthèse en 1953). Il reprit le goût pour les choses valdôtaines dans les dernières années de sa vie. Il meurt à Aoste le 27 décembre 1981.

## Chanoine Joseph Bréan (1910-1953)
Fils d'émigrés valdôtains originaires de Brusson, il nait le 13 octobre 1910 en France à Aubervilliers dans l'actuel département de la Seine-Saint-Denis. Revenu dans la Vallée d'Aoste, il connaît l'abbé Trèves et Émile Chanoux, deux parmi les plus importants personnages de la lutte pour l'autonomie, dont il rédigea la biographie. Il fut un brillant orateur, journaliste et essayiste. Il fut l'apôtre de la jeunesse valdôtaine, qu'il rassembla dans son Cercle de la Culture Valdôtaine. Sa pensé régionaliste, d'inspiration catholique, est exprimée surtout dans son ouvrage La civilisation alpestre. Il meurt le 14 juin 1953

## Séverin Caveri (1908-1977)

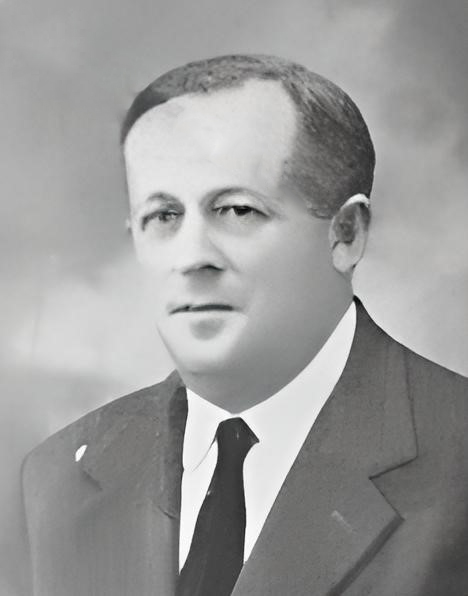
Severino Caveri.

Fils du préfet René Caveri mis à la retraite comme antifasciste en 1926 et de Clémentine Roux, il nait le 29 mai 1908. Il fut le principal protagoniste de la vie politique valdôtaine dans les vingt premières années d'autonomie. Membre de la Jeune Vallée d'Aoste, une société antifasciste, en 1928, il se réfugia en Suisse de 1943 à 1945. Après la Libération, il devint le leader de l'Union Valdôtaine, et en fut le président jusqu'à 1973. Membre du premier Conseil de la Vallée d'Aoste, il fut nommé président de la région après la démission de Frédéric Chabod, jusqu'à 1954. Il fut depuis député du Parlement italien de 1958 à 1963, et président du Gouvernement régional de 1963 à 1966, et président du Conseil régional en 1975. L'historien valdôtain Lin Colliard écrit de lui : « Il sera rappelé comme l'un des principaux acteurs du XXe siècle, et l'un des meilleurs représentants de la pensée laïque locale ». Séverin Caveri meurt le 19 décembre 1977.

## Émile Chanoux (1906-1944)
Émile Chanoux naît dans le petit village de Rovenaud, hameau de la commune de Valsavarenche, en 1906, fils d'un garde-chasse originaire de la vallée de Champorcher. Jeune étudiant en droit, il se lie d'amitié avec l'abbé Trèves et devient vice-président de la Jeune Vallée d'Aoste, un mouvement qui visait la défense de l'identité valdôtaine et de la langue française. Il exerce la profession de notaire.
Antifasciste convaincu, il devient le chef du Comité de Libération Nationale d'Aoste. Martyr de l'autonomie valdôtaine, il succombe pendant la Seconde Guerre mondiale, des séquelles des tortures qui lui ont été infligées ou assassiné par ses geôliers fascistes.

## Renzo Coquillard (1925-2013)
Renzo Coquillard naît à Aoste le 3 août 1925. Son nom de combat était « Coqui ». Il a appartenu au 13e Groupe Émile Chanoux, où il est entré le 8 août 1944. À partir du 30 août 1944, il rejoint le groupe Arthur Verraz à Cogne, avec qui il participe aux actions les plus importantes contre les Allemands. Comme la majorité des partisans de Cogne, il doit quitter cette zone après l'attaque nazi-fasciste du 2 novembre 1944. Il s'enfuit en France avant de retourner en Italie le 2 mai 1945.

## Albert Deffeyes (1913-1953)

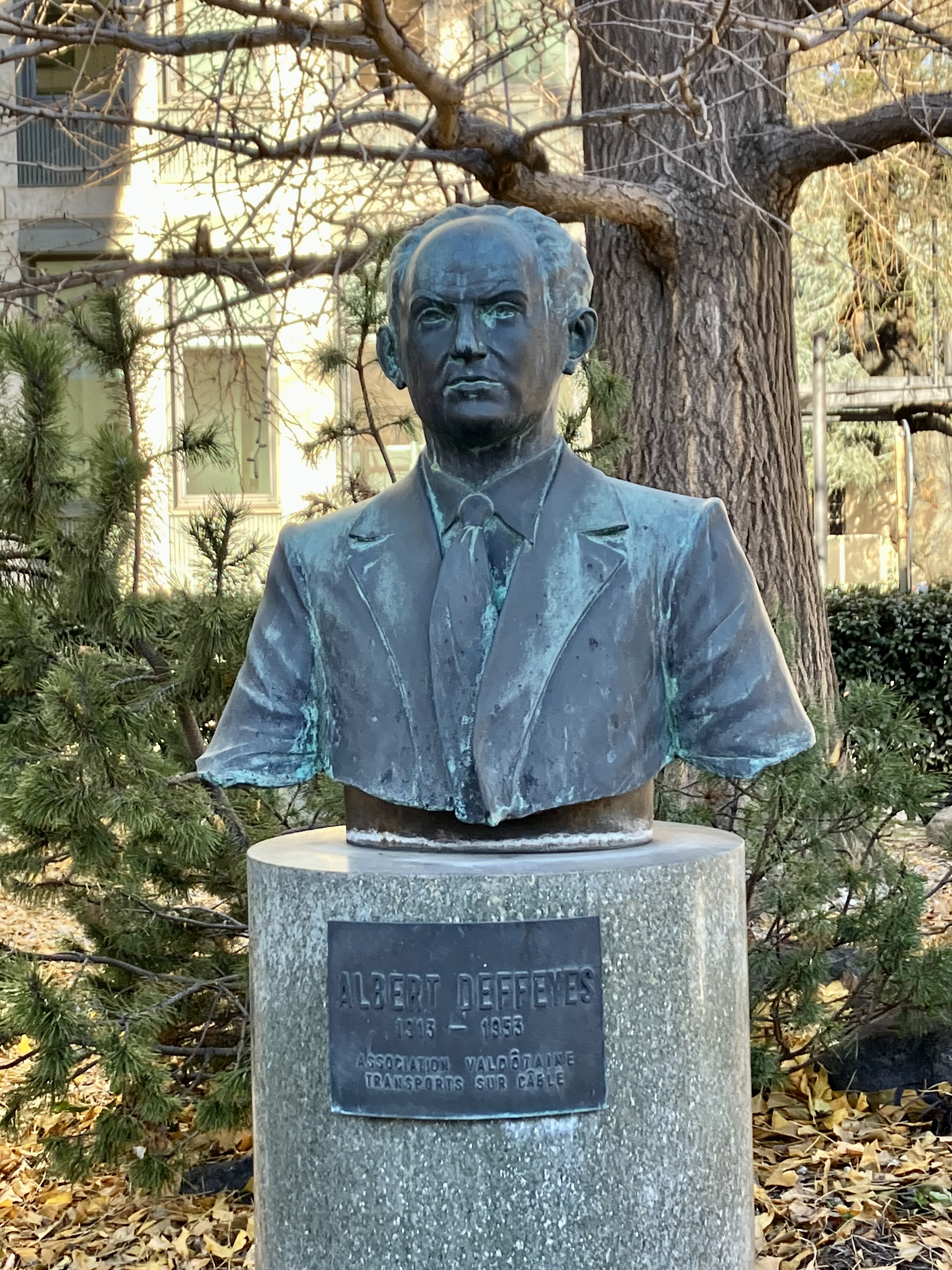
Buste d'Albert Deffeyes, sur la place du même nom, à Aoste.

Ne à Aoste le 25 janvier 1913, il adhère dès la décennie 1920 à la société antifasciste valdôtaine La jeune Vallée d'Aoste. Professeur de Lettres interné en Suisse de 1943 à 1945, le 13 septembre 1945, il est à Aoste, l'un fondateurs et des principaux animateurs de l'Union valdôtaine, et son idéologue. Directeur de son journal « L'Union Valdôtaine » de décembre 1945 à octobre 1948, conseiller communale Uv d'Aoste (1946-1948) et conseiller régional en 1949. Surintendant de l'éducation de Région autonome Vallée d'Aoste (1947-1948), il fut nommé assesseur régional au tourisme, aux antiquités et aux beaux-arts (21 mai 1949 - 22 mars 1953). Il meurt à Aoste âgé de 40 ans le 22 mars 1953. La place du Palais Régional à Aoste porte son nom, ainsi qu'un refuge dans le Vallon de La Thuile.

## Chanoine Maxime Durand (1885-1966)
Pour les articles homonymes, voir Durand.

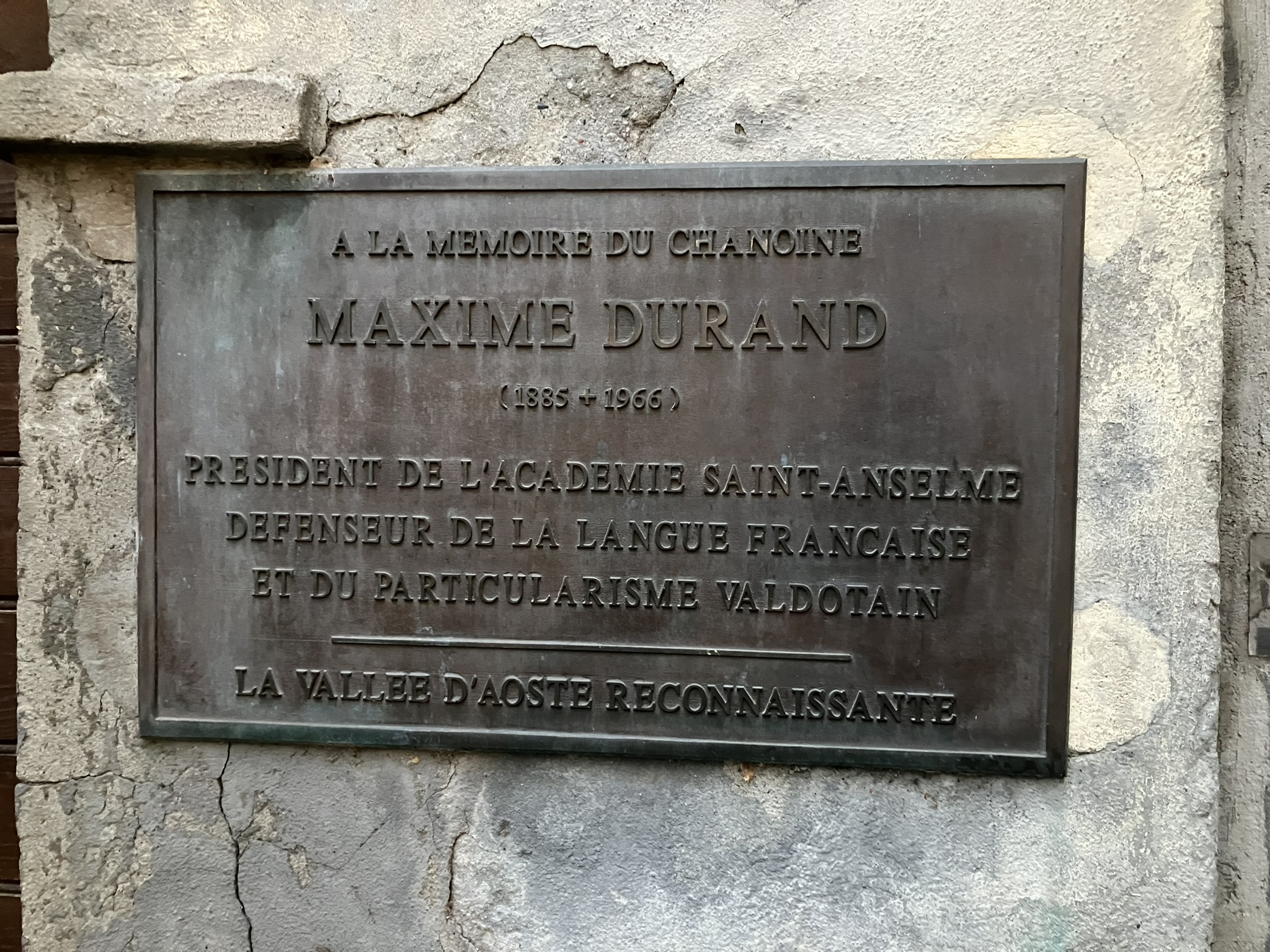
Plaque dédiée à Maxime Durand près de l'église Saint-Laurent, à Aoste.

Michel Maxime Durand nait le 29 mai 1885 à Signayes, sur la colline d'Aoste, de Paul-Joseph, agriculteur, et de Virginie-Marie Coquillard. Il entre au Grand séminaire et est ordonné prêtre en 1910. Vicaire à Avise, Saint-Vincent, Arvier et Fénis il est ensuite professeur au Petit séminaire. Curé de Saint-Étienne à Aoste en 1934. Il est nommé membre de l'Académie Saint-Anselme en 1927 et en devient le secrétaire l'année suivante. Il fut polémiste fougueux, toujours en première ligne dans la défense de la langue française et du particularisme valdôtain. Président de l'Académie Saint-Anselme de 1954 à 1966. Il meurt à Aoste le 26 mai 1966.

## César Ollietti (Mesard) (1918-1948)
Fils du notaire d'Aoste Felice Ollietti, un des membres fondateurs du Parti Populaire dans la Vallée d'Aoste, et frère cadet de l'alpiniste Basile Ollietti mort avec Amilcar Crétier lors d'une ascension du Cervin, il nait à Aoste le 26 octobre 1918, docteur en droit et capitaine de réserve dans l'armée puis maquisard sous le pseudonyme de Mesard ou Mézard. Il fut d'abord séparatiste, et même franchement partisan de l'annexion à la France. il prend le commandement de la Résistance valdôtaine après la mort tragique d'Émile Chanoux. Le courant italophile de la Résistance cherche à l'écarter en nommant le général d'Alpins Arnaldo Magliano commandant de la zone militaire de la Vallée d'Aoste, Mézard se réfugie en Suisse avec son état major. Les autorités de l'Italie libérée nomment alors en janvier 1945 comme commandant de la Résistance valdôtaine le major Auguste Adam, qui réussit à convaincre Mézard d'abandonner ses tentations annexionnistes en mars 1945. Son revirement fut déterminant pour la victoire du parti anti-annexionniste. Il meurt le 24 septembre 1948.

## Ernest Page (1888-1969)

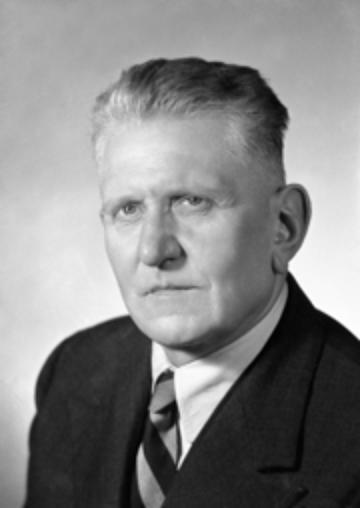
Ernest Page.

Ernest Page nait à Saint-Vincent le 3 mai 1888. Son attachement à la langue française et à la Vallée d'Aoste a été une constante de toute sa vie. Vice-président de la Ligue Valdôtaine, il fut l'un des premiers membres de la Jeune Vallée d'Aoste, les deux mouvements les plus importants, défendant l'identité valdôtaine et la langue française à l'époque fasciste. Il participa à la réunion de Chivasso avec Émile Chanoux le 19 décembre 1943, et fut séparatiste, en 1944-45. Il fut l'un des membres fondateurs de l'Union Valdôtaine et membre du premier Conseil de la Vallée d'Aoste. Élu assesseur régional à l'instruction publique de 1946 à 1948, et sénateur de la République italienne de 1948 à 1952. Il œuvra pour inculquer aux jeunes générations le culte de la « petite Patrie », comme les Valdôtains définissent leur région, et de la langue française. Il meurt à Aoste le 24 février 1969.

## Marie Nouchy (1911-1994)
Née le 11 septembre 1911 à Aoste, où elle fréquente le Lycée classique, Marie Nouchy décroche une maîtrise en jurisprudence auprès de l’Université de Turin, où elle se fait remarquer par le professeur Giulio Einaudi grâce à ses grandes capacités intellectuelles. Antifasciste depuis toujours, condamnée à l'exil à Padula avec sa sœur Philomène à cause de ses opinions. Après son retour à Aoste, elle participe à la Résistance en démontrant un caractère ferme et courageux. S’étant réfugiée en Savoie, elle fait partie du Comité de Libération qui se forme à Veyrier-du-Lac, réunissant les réfugiés valdôtains qui souhaitent l’annexion de la Vallée d’Aoste à la France. Elle joue un rôle important dans la « mission Mont Blanc », dirigée par le docteur Henri Voisin et par le capitaine Humbert Anthonioz et chargée de préparer l’annexion par une propagande intense auprès de la population. Avec d’autres nombreux Valdôtains annexionnistes, formant le « Comité d’Introd », elle participe à l’organisation de la grande manifestation du 18 mai 1945 et figure parmi les 35 notables qui signent, à cette occasion, un appel pour demander aux Nations Unies d’internationaliser la « question valdôtaine » et aux autorités alliées d’organiser un plébiscite sur le sort politique de la Vallée, conformément aux principes de la Charte de l’Atlantique. À la suite de la manifestation populaire du 26 mars 1946, qui aboutit à l’occupation du bureau du président du Conseil de la Vallée Frédéric Chabod, elle est poursuivie par un mandat d’arrêt et se réfugie en France, où elle épouse son compagnon de lutte Albert Milloz (v. par. suivant). Établie à Paris, elle joue un rôle important dans la tentative d’obtenir, lors du traité de paix qui clôt la seconde guerre mondiale, une garantie internationale pour le statut d’autonomie de la Vallée d’Aoste. Cette tentative ayant échoué dans des circonstances qui font peser de lourds soupçons sur certains représentants de la classe dirigeante valdôtaine de l’époque, Marie Nouchy et son mari acquièrent définitivement la nationalité française en 1948. À partir des années 1960, ils alternent des séjours en Vallée d’Aoste avec leur résidence principale à, qu’ils ont fixée sur la Côte d’Azur, à Cagnes-sur-Mer, où Marie Nouchy commence à rédiger son autobiographie : frappée par une grave maladie l’empêchant d’écrire, elle continuera de la dicter à une secrétaire jusqu’à la veille de sa mort, survenue à l'âge de 83 ans le 8 décembre 1994.

## Donat Nouchy (1922-2001)
Né à Saint-Marcel en 1922, prêtre en 1946, Donat Nouchy est nommé curé-prieur d’Arnad en 1948 : il gardera cette charge jusqu’à 1990. Expert d’art, en 1950 il est élu membre de l’Académie Saint-Anselme. La même année il entreprend la restauration radicale de l’église paroissiale d'Arnad, avec l’appui de l’administration régionale, dans le but d’en récupérer les caractéristiques architecturales romanes, et rebâtit la cure et la maison rurale attenante. Il construit aussi la nouvelle chapelle de Clos-de-Barme en 1980 et en 1982 il restaure celles d’Échallod et d’Echallogne. Il est nommé membre de la Commission diocésaine pour l’art sacré de 1952 à 1969 et en 1974, du Comité diocésain pour l’émigration (comme délégué épiscopal) l’année suivante, du Conseil presbytéral en 1967 et en 1970, et de la Commission diocésaine pour la pastorale de la famille en 1969. Dans son activité pastorale il faut signaler en particulier son attention vis-à-vis des jeunes, pour lesquels il fonde dès les années 1940 l’association sportive « Il Quadrifoglio » (Le trèfle), et des ouvriers, qui sont nombreux dans la réalité socio-économique de la Basse Vallée ; dans les années 1970 et 1980 il s’engage notamment dans la lutte contre la diffusion de la drogue. Amoureux depuis toujours de la Vallée d’Aoste, de sa langue et de sa culture, ami et disciple du chanoine Joseph Bréan, il fréquente les milieux politiques régionalistes et se lie d’amitié à Conrad Gex, dont il devient le confident. Au début des années 1970 il soutient le mouvement des Démocrates Populaires et collabore à son journal « Nouvelles Valdôtaines » ; après la réunification de l’Union valdôtaine, il se rapproche à nouveau du mouvement, il participe à plusieurs Congrès nationaux unionistes en qualité de non-adhérent et collabore à la revue « Peuple Valdôtain ». Pêcheur passionné, il assure la présidence de l’Association Valdôtaine de la Pêche de 1978 à 1982. En 1990 il est nommé chanoine de la cathédrale d'Aoste, chancelier épiscopal et aumônier du monastère des Carmélites de Quart. Responsable des archives du diocèse d'Aoste, il inventorie celles de la Curie épiscopale et collabore avec les Archives historiques régionales dans le projet de classement des archives paroissiales, tout en assurant son assistance aux chercheurs et aux étudiants qui les consultent. Tout au long de son activité pastorale, jusqu’à sa mort survenue en 2001, il écrit de nombreux articles concernant les problèmes de la jeunesse, l’idéologie communiste, l’histoire valdôtaine et l’Église en Vallée d’Aoste, publiés dans plusieurs journaux et notamment dans le bulletin inter-paroissial « Le Réveil » et dans la revue du Comité des traditions valdôtaines « Le Flambeau ». Son ouvrage principal est L'église d'Arnad, édité en 1959.

## Albert Milloz (1920-2005)
Le lieutenant Albert Milloz né à Aoste le 11 juillet 1920, fut l'un des plus actifs protagonistes des événements liés au rattachement de la Vallée d'Aoste à la France et à la requête de la garantie internationale. Il était chef du groupe maquisard valdôtain « Ruitor » qui avait établi son cantonnement premièrement à la caserne de Bellecombe, et ensuite au refuge Marguerite du Ruitor, sur les hauteurs de La Thuile. Il entreprit une coopération étroite avec les maquisards de la Haute Tarentaise qui se concrétisa entre autres dans une mission semi-officielle, pendant l'été 1944, dirigée par le capitaine Fasso (France) dont le but était celui de tester les sentiments rattachistes des valdôtains. Il fut blessé par les éclats d'un mortier lors d'un engagement avec des avant-postes allemands au Col du Mont, dans le haut Valgrisenche. Il s'engagea avec toutes ses énergies pour obtenir d’abord le plébiscite, 20 000 signatures à l'appui, et une fois le rêve annexionniste brisé, à œuvrer en faveur d'une garantie internationale que la Nouvelle-Zélande s'apprêtait à soutenir mais que les dirigeants valdôtains de l'époque jugèrent mieux dédaigner. Une fois la tempête passée, constaté que la classe politique valdôtaine avait fait le choix de se mettre au service de Rome et avait vendu la francophonie pour une poignée d'argent, il refusa de regagner son pays bien-aimé, plutôt que d'assister à son italianisation progressive. Il se fixe en France sur la Côte d’Azur à Cagnes-sur-Mer et en obtient sa naturalisation comme son épouse Marie Nouchy en 1948. Il ne revient à Aoste qu'après le décès de cette dernière et y meurt en novembre 2005.

## Alexandre Passerin d'Entrèves (1902-1985)
Provenant d'une très ancienne famille noble valdôtaine, fils d'Hector Passerin d'Entrèves et de Maria Gamba, il nait à Turin le 26 avril 1902. Alexandre Passerin d'Entrèves et Courmayeur est nommé préfet au lendemain de la Libération, et s'employa aux côtés de Frédéric Chabod pour empêcher les démarches des partisans de l'annexion à la France. Il soutint l'intérêt pour la Vallée d'Aoste à jouir de l'autonomie sous la souveraineté de l'Italie. Membre du premier Conseil de la Vallée d'Aoste en 1946, il démissionna bientôt à cause de ses engagements universitaires. Revenu en Italie après un long enseignement à Oxford, il suivit de près l'évolution de la Vallée d'Aoste, avec un œil particulièrement attentif pour la culture et la défense du français, en leur consacrant à maintes reprises des articles dans le quotidien turinois La Stampa, qui ont été recueillis dans ses livres Scritti sulla Valle d'Aosta (en français : « Écrits sur la Vallée d'Aoste ») et Les bornes du royaume. Il meurt le 15 décembre 1985.

## MgrJean-Joconde Stévenin (1865-1956)

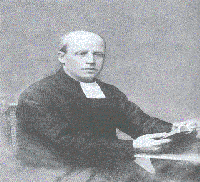
Jean-Joconde Stévenin.

Provenant d'une famille gabençoise d'origine allemande, il nait le 2 février 1865, il peut être considéré comme le « Don Sturzo » valdôtain. Il fut en effet l'âme du Parti Populaire régional, et contribua à la diffusion de l'idéal régionaliste et de décentralisation administrative. Son esprit foncièrement autonomiste l'amena à être, en 1945 encore, l'un des protagonistes principaux de l'autonomie valdôtaine. Il rédigea l'un des premiers projets de Statut spécial.

## Joseph-Marie Trèves (1874-1941)

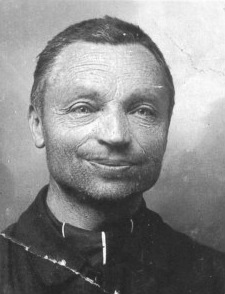
Joseph-Marie Trèves.

Joseph-Marie Trèves est un prêtre catholique et résistant valdôtain connu sous le nom d'abbé Trèves. Il est notamment le fondateur du mouvement régionaliste La jeune Vallée d'Aoste. Son nom est étroitement lié au mouvement de résistance contre le régime fasciste en Vallée d'Aoste, qui visait à anéantir sa culture alpine et francophone.

## Vincent Trèves (1922-2010)
Né à Châtillon le 13 septembre 1922 au village de Larianaz et adopté par une veuve de La Magdeleine, Vincent Trèves est bientôt confronté à une vie de travail et de sacrifices : petit berger, puis ouvrier de la Cogne, il parfait ses études en autodidacte. Sa fréquentation de l’Action Catholique le met en contact, en 1942, avec le chanoine Joseph Bréan (v. par. ci-dessus) et avec Émile Chanoux, qui jouent un rôle fondamental dans sa formation d’autonomiste et d’antifasciste. Il participe activement à la Résistance, en tant que commissaire politique de la Brigade « Marmore », et contribue à une action efficace de sensibilisation de la population locale vis-à-vis des valeurs de la liberté et de l’autonomie. À l’issue de la Seconde Guerre mondiale, Trèves participe à la « Mission Mont-Blanc » du docteur Voisin, dans le but d’obtenir l’annexion de la Vallée d’Aoste à la France. Après l’échec de l’instance annexionniste et l’octroi des décrets du Lieutenant du Royaume instituant la circonscription autonome valdôtaine, il participe à la manifestation populaire du 26 mars 1946, à la suite de laquelle il est frappé d’un mandat d’arrêt et il est obligé de se réfugier à Paris, où il adopte la citoyenneté française. Avec d’autres réfugiés valdôtains, Marie Nouchy et Albert Milloz notamment, il œuvre pour obtenir, lors du Traité de Paix, la garantie internationale à l’autonomie valdôtaine : une démarche qui échoue dans des circonstances douteuses. Rentré en Vallée d’Aoste en 1947, il est arrêté et accusé d’attentat à l’intégrité de l’État, crime pouvant comporter la peine de mort. Incarcéré à Turin, il est libéré au bout de 15 mois, la cour d’Assises de Gênes ayant constaté le non-lieu en application du traité de paix avec la France. Embauché en 1950 au casino de Saint-Vincent comme croupier, en 1952 il pose sa candidature en tant que représentant de l’Union valdôtaine aux élections municipales de La Magdeleine, où il est nommé syndic de 1952 à 1956. Des propos qu’il exprime lors de la campagne électorale pour le renouveau du Conseil de la Vallée en 1954 attirent à nouveau l’attention de l’autorité judiciaire, qui l’accuse d’apologie de crime pour avoir revendiqué son passé de combattant pour la liberté de la Vallée d’Aoste. L’année suivante il est condamné par le tribunal d’Aoste à un an, quatre mois et quinze jours de prison. Resté sans travail, à sa sortie de prison il accepte des emplois temporaires, jusqu’à ce que, lors des élections pour la troisième législature régionale (1959/63), il est élu conseiller de la Vallée dans la liste de l’Union valdôtaine. En 1965, il recouvre son poste de croupier au casino de Saint-Vincent. En 1970 il est réélu syndic de La Magdeleine, où, entre autres, il réalise l’aqueduc intercommunal avec les administrations de Chamois et d’Antey-Saint-André, et il entreprend l’étude d’un plan d’aménagement général de la Commune, en respectant sa vocation agropastorale, avec une attention particulière à la restructuration et à la revitalisation des villages. Membre de l’Assemblée de la Communauté de Montagne « Marmore » en 1974, de 1975 à 1980 il en assure la présidence. Lors de sa présidence du consortium du ru Courtaud, reliant Saint-Vincent au haut val d'Ayas, il en réalise la restructuration. Son témoignage sur les années de la Résistance et de la lutte pour l’autonomie a fait l’objet d'une autobiographie Entre l’histoire et la vie, publiée en 1999. Vincent Trèves est décoré du titre de « Chevalier de l’Autonomie » en 2007, trois ans avant sa mort, survenue le 18 janvier 2010 à Aoste.

## Maria Ida Viglino (1915-1985)
Née à Gignod le 18 avril 1915, Maria Ida Viglino vit ses premières années de formation en France à Paris où elle obtient en 1931, son Brevet d’enseignement primaire supérieur; c'est dans la capitale française quelle entre en contact avec les socialistes à l'époque du Front populaire. Elle retourne en Italie en 1939, et s'inscrit à la Faculté de mathématique de Turin. Professeur de mathématiques et proviseur dans les écoles de la Vallée d'Aoste. Elle prit part active à la Résistance et joua un rôle important après la Libération : elle fit partie de la délégation qui se rendit à Turin et à Milan en mai 1945 afin d'obtenir l'autonomie, en tant que président du Comité de Libération Nationale (C.N.L.) de la Vallée d'Aoste. Elle fut membre du premier Conseil de la Vallée d'Aoste en 1946, mais renonça bientôt à cette charge pour reprendre l'enseignement. Assesseur régional technique à l'instruction publique en 1953-54, et, après sa rentrée en politique, elle fut élue conseillère régionale en 1972. Le 28 décembre 1973, elle fut nommée assesseur régional à l'instruction publique, charge qu'elle occupa jusqu'à 1983. Exemple d'administrateur honnête et consciencieux, elle s'employa d'une façon déterminante pour l'enseignement de la langue française à l'école et pour l'épanouissement de la culture valdôtaine jusqu'à sa mort le 24 juin 1985. Elle est inhumée à Bionaz.